# Ягджиев, Лука Лазаревич
Ягджиев, Лука Лазаревич (29 июня 1910, Таврическая губерния — 15 августа 1993, Днепропетровск) — советский инженер-ракетостроитель, сотрудник КБ Южмаш, Герой Социалистического Труда (1961), лауреат Государственной премии СССР (1977).

## Биография
Родился 29 июня 1910 года в селе Андреевка (ныне — Желябовка Нижнегорского района Крыма) в армянской семье.
В 1934—1936 годах работал начальником гаража и ремонтных мастерских Крымского техникума механизации сельского хозяйства, затем преподавателем спецдисциплин Школы массовой квалификации в городе Евпатория.
В 1938 году поступил в Ленинградский политехнический институт на специальность, но окончить учёбу не дала война. На фронт ушёл добровольцем (призван Фрунзенским РВК г. Ленинграда), прошёл всю войну. На июль 1944 года - помощник командира 1234 ПАП по технической части (25-я стрелковая дивизия Архангельского военного округа), старший техник-лейтенант (бывший командир взвода 3-го стрелкового полка 3-й стрелковой дивизии Ленинградского фронта). Легкое ранение 4 сентября 1941 года. http://podvignaroda.ru/filter/filterimage?path=VS/423/033-0686046-0070%2b010-0067/00000382.jpg&id=47061901&id1=3447ff7ed393e5427d7a8951d03f72d6
В 1947 году был демобилизован. Пришёл работать ведущим инженером-испытателем на строящийся в Днепропетровске автомобильный завод. Участвовал в работе над автомобилем-амфибией большой грузоподъемности — большой автомобиль водоплавающий (БАВ) для Вооруженных Сил. Этот автомобиль стоял на вооружении несколько десятилетий. В 1951 году завод был перепрофилирован на ракетную тематику, получил наименование Южный машиностроительный завод. Л. Л. Ягджиев продолжал работать на заводе, прошёл путь от начальника цеха до начальника производства — заместителя главного инженера.
Принимал непосредственной участие в разработке и освоении технологии изготовления межконтинентальных баллистических ракет, ракет-носителей космических кораблей. Первыми ракетами, которые выпускались на «Южмаше», были аналоги немецких Фау-2, за ними последовали ракеты Р-5М, сконструированные С. П. Королёвым, а затем — Р-12, разработанные в КБ «Южмаша» под руководством М. К. Янгеля.
Указом Президиума Верховного Совета СССР от 17 июня 1961 года за создание образцов ракетной техники и обеспечение успешного полета Ю. А. Гагарина в космическое пространство Ягджиеву Луке Лазаревичу присвоено звание Героя Социалистического Труда с вручением ордена Ленина и золотой медали «Серп и Молот».
В 1963 году закончил Днепропетровский государственный университет по специальности «Двигатели летательных аппаратов».
C 1965 по 1977 годы был главным инженером завода. Под его руководством разработан и осуществлен комплекс эффективных организационно-технических мероприятий по повышению уровня организации производства и технологии изготовления изделий основного и вспомогательного производства; освоено серийное производство ракет Р-14, Р-16, Р-36, внедрен целый ряд прогрессивных технологических процессов, проведено оснащение и реконструкция основных цехов ракетно-космического производства.
Жил в городе Днепропетровске.
Скончался 15 августа 1993 года. Похоронен в Днепропетровске на Сурско-Литовском кладбище.

## Награды
- Медаль «Серп и Молот»
- Три ордена Ленина
- Лауреат Ленинской премии (1963)
- Лауреат Государственной премии СССР (1977)
- Орден Отечественной войны 1-й степени (1987)
- Медаль «За отвагу» (21.02.1945 г. Указом ПВС СССР)